# مجلس شينغو
شينغو (بالأمهرية: ብሔራዊ ሸንጎ، ويعني بالعربية: المجلس)، والمعروف رسميًا في إثيوبيا باسم شينغو الوطني، كان المجلس التشريعي لجمهورية إثيوبيا الشعبية الديمقراطية من 1987 إلى 1991.

## ملخص
تم تأسيس شينغو في فبراير 1987 بعد ثلاثة أسابيع من الموافقة على استفتاء وطني على الدستور. أجريت الانتخابات العامة في يونيو 1987 بمشاركة الحزب القانوني الوحيد، حزب عمال إثيوبيا الذي فاز بـ 795 مقعدًا والشيوعيون المستقلون الذين فازوا بـ40. تولى الشينغو المكون من 835 عضوًا السلطة في سبتمبر وأصبح أعلى جهاز للسلطة التشريعية للدولة في جمهورية إثيوبيا الشعبية الديمقراطية المشكَّلة حديثًا. لقد تم انتخاب أعضائه لمدة خمس سنوات. تم تفويض السلطة التنفيذية إلى الرئيس، الذي انتخبه الشينغو لمدة خمس سنوات، كما تم تعيين مجلس الوزراء من قبل نفس المجلس. كان الرئيس هو رئيس مجلس الدولة، الذي عمل نيابة عن الهيئة التشريعية بين الجلسات. ومع ذلك تقع السلطة الفعلية في يد حزب عمال إثيوبيا (وخاصة مع منغستو). في حين أن الشينغو الوطني لم يفعل أكثر من ختم القرارات التي اتخذتها منغستو وحزب عمال إثيوبيا، رغم منحه - اسميًا - سلطات تشريعية غير عادية.[بحاجة لمصدر]

## الحل
في مايو 1991، أطيح بحكومة منغستو أخيرًا من قبل الجبهة الثورية الديمقراطية الشعبية الإثيوبية بعد الاستيلاء على أديس أبابا. قامت الجبهة على الفور بحل حزب العمال والشينغو. في يوليو، تم تشكيل الحكومة الانتقالية الإثيوبية.